# Krempe
Krempe est une ville allemande du Schleswig-Holstein, située dans l'arrondissement de Steinburg (Kreis Steinburg), à dix kilomètres au sud de la ville d'Itzehoe. Elle est le chef-lieu de l'Amt Krempermarsch qui regroupe dix communes en tout.

## Personnalités liées à la ville
- Johann Hinrich Klapmeyer (1690-1757), facteur d'orgues né à Krempe.
- Fridrich Hinrich Wiggers (1746-1811), botaniste né à Krempe.
- Andreas Blunck (1871-1933), homme politique né à Krempe.

## Jumelages
- Gramzow (Allemagne)
- Sankt Martin im Sulmtal (Autriche)